# Piotr Karpeta
Piotr Karpeta (ur. 24 maja 1959 w Katowicach) − polski chórmistrz i śpiewak.
W 1983 ukończył studia muzyczne w Akademii Muzycznej w Katowicach na Wydziale Wychowania Muzycznego ze specjalnością dyrygentura chóralna, następnie został asystentem w tej uczelni. Był też asystentem na Wydziale Wychowania Muzycznego Uniwersytetu Śląskiego.
W swej karierze muzycznej był członkiem Zespołu Pieśni i Tańca "Śląsk" i orkiestry Filharmonii Śląskiej. Prowadził katowicki chór męski "Echo" oraz Zespół Muzyki Dawnej All'Antico. W okresie 1983–1992 prowadził chór Filharmonii Opolskiej, a od maja 1991 jest dyrektorem Wrocławskich Kameralistów Cantores Minores Wratislavienses. Z zespołem tym przygotował ponad 800 utworów chóralnych i oratoryjnych, wystąpił ponad 1000 razy, wielokrotnie goszcząc na największych festiwalach, takich jak Wratislavia Cantans, Międzynarodowy Festiwal Muzyki Sakralnej "Gaude Mater". Jedna z 18 nagranych przez niego płyt z Cantores Minores Wratislavienses, z serii Musica Claromontana vol. 23 z muzyką J. Elsnera otrzymała nominację do nagrody Fryderyk 2008.
W 2000 był współzałożycielem zespołu muzyki dawnej Il Dolcimelo (obecnie: Ars Cantus kierowany przez Tomasza Dobrzańskiego); z zespołem tym wystąpił ponad 250 razy uczestnicząc w nagraniu 10 płyt CD. 4 z nich otrzymały nominacje do nagrody Fryderyk.
Jest współzałożycielem i solistą Chóru Męskiego Parafii Prawosławnej św. św. Cyryla i Metodego we Wrocławiu – Oktoich, z którym wystąpił ponad 750 razy i nagrał 8 płyt. Jedna z nich otrzymała nominację do nagrody Fryderyk 2008.
Występował w ponad 20 krajach świata, m.in. w Gruzji i Meksyku.